# Radiaster notabilis
Radiaster notabilis är en sjöstjärneart som först beskrevs av Fisher 1913.  Radiaster notabilis ingår i släktet Radiaster och familjen Radiasteridae. Inga underarter finns listade i Catalogue of Life.